# Longsheng Group
Zhejiang Longsheng Group Company Limited (Lonsen) — китайская химическая компания, специализирующаяся на производстве красителей для текстильной промышленности. Кроме того, дочерние структуры группы занимаются операциями с недвижимостью, производством строительных материалов и автомобильных комплектующих. Штаб-квартира расположена в городе Шаосин (провинция Чжэцзян); Lonsen входит в число крупнейших публичных компаний страны.  

## История
В 1970 году в городе Шаосин была основана небольшая фабрика по производству инсектицидов. В 1979 году на её основе в районе Шанъюй была основана фабрика текстильных красителей и растительных гормонов. В 1993 году компания сосредоточилась на производстве красителей, в 1996 году она получила право экспортировать свою продукцию, а в 1998 году была реорганизована в Zhejiang Longsheng Group; первым председателем правления стал Жуань Шуйлун. 
В августе 2003 года компания вышла на Шанхайскую фондовую биржу. Вскоре Longsheng Group наладила сотрудничество с японской корпорацией Itochu, а в октябре 2007 года стала акционером индийской химической компании Kiri. В апреле 2008 года Longsheng Group приобрела компанию Longhua Holding, в декабре 2008 года наладила производство автомобильных комплектующих, а в январе 2010 года приобрела сингапурскую компанию DyStar Group.

## Деятельность
Деятельность Longsheng Group сосредоточена в следующих сегментах:
- Текстильные химикаты, включая красители (Zhejiang Longsheng Dyestuff Chemicals, Shanghai Colva Dyestuff Industrial, Shangyu Jinguan Chemical и Shangyu Big Sunshine Chemical Industry)[8].
- Сложные химикаты, включая резорцин и м-Фенилендиамин (Zhejiang Amino-Chem, Zhejiang Hongsheng Chemical Industry, Shanghai Amino-Chem и Shanghai Suchuang Trading)[9].
- Строительные химикаты, включая краски, клеи и добавки в смеси (Sichuan Jilong Construction Chemical, Shangyu Jilong Construction Chemical, Neimenggu Jilong Construction Chemical, Zhejiang Jisheng Construction Chemical, Nanchang Jilong Industry, Pengshan Sanjiang Chemical Industry, Shanghai Hualian Construction Additive, Hefei Jilong Construction Chemical, Chongqing Jisheng Chemical Industry, Lanzhou Jisheng Construction Chemical, Sichuan Jisheng Logistic и Xinjiang Jilong Tianli New Material)[10].
- Неорганические химикаты, включая карбонат натрия, хлорид аммония, азотную кислоту и серную кислоту (Hangzhou Longshan Chemical Industry, Zhejiang Jiesheng Chemical Industry, Zhejiang Zhongsheng Chemical Industry, Zhejiang Hengsheng Eco Energy и Zhejiang Ansheng Chemical Industry)[11].
- Автомобильные комплектующие, включая пластиковые и металлические детали (внешние и внутренние пластины для пола, дверей, багажника, колёс и двигателя)[12].
- Недвижимость, включая комплексы Longsheng International Business Square в Шанхае и Sheng Yu Real Estate в Циндао[13][14].
- Финансовые услуги (Shanghai Longsheng Investment, Well Prospering, Zhongke Lonsen Venture Capital Investment)[15].

Химические предприятия Longsheng Group расположены в городах Шаосин, Ханчжоу и Шанхай, предприятия по выпуску стройматериалов расположены в городах Шаосин, Мэйшань, Баотоу и Наньчан, предприятия по производству автокомплектующих расположены в Шанхае.
По итогам 2021 года 38 % продаж Longsheng Group пришлось на дочернюю компанию DyStar, 34,6 % — на красители, 30,7 % — на химические компоненты и 10,2 % — на неорганические химикаты. 52,9 % выручки компании пришлось на Китай, а 47,1 % — на зарубежные рынки.

### Зарубежные активы
- Lonsen Kiri Chemical Industries (Вадодара) — совместное предприятие Longsheng Group и Kiri Dyes and Chemicals по производству текстильных красителей[17].
- DyStar Global Holdings (Сингапур) — международный производитель текстильных, кожевенных и бумажных красителей[18].

## Акционеры
Крупнейшими акционерами Longsheng Group являются Жуань Шуйлун (12 %), Жуань Вэйсян (10,6 %) и Guotai Junan Securities (2,48 %).